# امنیت اقتصادی
امنیت اقتصادی یا امنیت مالی وضعیت داشتن درآمد پایدار یا سایر منابع برای حمایت از یک استاندارد زندگی در حال حاضر و در آیندهٔ قابل پیش‌بینی است. این مفهوم شامل اینها می‌شود:
- تداوم توانایی پرداخت بدهی احتمالی
- قابل پیش‌بینی بودن جریان نقدی آتی یک شخص یا سایر نهادهای اقتصادی، مانند یک کشور
- امنیت اشتغال یا امنیت شغلی

امنیت مالی بیشتر به مدیریت پول و پس‌انداز فردی و خانوادگی اشاره دارد. امنیت اقتصادی شامل تأثیر گسترده‌تر سطح تولید جامعه و حمایت پولی از شهروندان غیر شاغل است.

## امنیت اقتصادی ملی
در چارچوب سیاست داخلی و روابط بین‌الملل، امنیت اقتصادی ملی عبارت است از توانایی یک کشور برای پیروی از سیاست‌های انتخابی خود برای توسعه اقتصاد ملی به نحو مطلوب. از لحاظ تاریخی، تسخیر کشورها، فاتحان را از طریق غارت، دسترسی به منابع جدید و تجارت گسترده از طریق کنترل اقتصاد کشورهای تسخیر شده ثروتمند کرده‌است. سیستم پیچیده تجارت بین‌الملل امروزی با توافقات چند ملیتی و وابستگی متقابل مشخص می‌شود. در دسترس بودن منابع طبیعی و ظرفیت تولید و توزیع در این سیستم ضروری است و بسیاری از کارشناسان امنیت اقتصادی را به اندازه سیاست نظامی مهم می‌دانند.
امنیت اقتصادی به عنوان یک عامل تعیین‌کننده کلیدی روابط بین‌الملل به ویژه در ژئوپلیتیک نفت در سیاست خارجی آمریکا پس از بحران نفتی ۱۹۷۳ و ۱۱ سپتامبر ۲۰۰۱ مطرح شده‌است.